# Marco Bortolami
Pour les articles homonymes, voir Bortolami.

a Compétitions nationales et continentales officielles uniquement.

b Matchs officiels uniquement.
Dernière mise à jour le 9 janvier 2017.
Marco Bortolami, né le 12 juin 1980  à Padoue (Italie), est un joueur italien de rugby à XV. Il compte 112 sélections en équipe d'Italie, évoluant au poste de deuxième ligne.

## Biographie
Marco Bortolami joue dans les équipes de jeunes du club de sa ville, le Petrarca Rugby Padoue, où il devient titulaire en équipe première à seulement vingt ans.
Il est le capitaine de l'équipe d'Italie des moins de 21 ans avec laquelle il dispute le tournoi des six nations dans cette catégorie.
En 2001, pendant la tournée en Nouvelle-Zélande, il devient à 22 ans le plus jeune capitaine de l'histoire du rugby italien avec l'équipe d'Italie.
Après avoir disputé le championnat italien, il signe avec le club français du RC Narbonne avant de partir pour l'Angleterre et le club du Gloucester RFC dont il a été le capitaine. En 2007, son club atteint la finale du championnat d'Angleterre ou il s'incline sur le score de 46-16 face aux Leicester Tigers ; titulaire à 15 reprises durant la saison 2006-2007 y compris pour la demi-finale contre les Saracens, Bortolami ne dispute néanmoins pas cette finale.
À partir de la saison 2010, Marco Bortolami est de retour en Italie, dans le club de l'Aironi Rugby. En 2012, il s'engage à l'équipe de Zebre, lui permettant de jouer la Pro12.
Il prend sa retraite en mai 2016, à l'âge de 36 ans, et devient entraîneur des avants du Benetton Trévise, responsable de la touche, en binôme avec Fabio Ongaro, responsable de la mêlée. En 2021, il devient entraîneur en chef après la nomination de Kieran Crowley à la tête de la sélection nationale.

## Carrière

### En club
- 1999 2004 : Petrarca Rugby Padoue
- 2004-2006 : RC Narbonne
- 2006-2010: Gloucester RFC
- 2010-2012: Aironi Rugby
- 2012-2016: Zebre

### En équipe nationale
Il a honoré sa première cape internationale en équipe d'Italie le 23 juin 2001 à Windhoek par une victoire 49-22 contre l'équipe de Namibie.
- 112 sélections
- 7 essais (35 points)
- Sélections par années : 5 en 2001, 10 en 2002, 7 en 2003, 9 en 2004, 11 en 2005, 12 en 2006, 10 en 2007, 5 en 2008, 8 en 2009, 7 en 2010, 4 en 2011, 6 en 2012, 5 en 2013, 11 en 2014, 2 en 2015
- Tournois des Six Nations disputés : 2003, 2004, 2005, 2006, 2007, 2008, 2009, 2010, 2012, 2014, 2015

En coupe du monde :
- 2011 : 3 sélections (Australie, Russie, Irlande)
- 2007 : 3 sélections (Nouvelle-Zélande, Roumanie, Portugal)
- 2003 : 2 sélections (Tonga, Canada)

### Personnel
- Élu meilleur joueur italien en 2006[3]